# Acanthocinus leechi
Acanthocinus leechi är en skalbaggsart som först beskrevs av Dillon 1956.  Acanthocinus leechi ingår i släktet Acanthocinus och familjen långhorningar. Inga underarter finns listade i Catalogue of Life.